# Janiralata vitjazi
Janiralata vitjazi är en kräftdjursart som beskrevs av Oleg Grigor'evich Kussakin1962. Janiralata vitjazi ingår i släktet Janiralata och familjen Janiridae. Inga underarter finns listade i Catalogue of Life.